# Moby Grape
Moby Grape – amerykański zespół acid rockowy, założony w 1966 roku w San Francisco i związany z ruchem hippisowskim w Haight-Ashbury. 
Wszyscy członkowie grupy pełnili rolę liderów, kompozytorów oraz głównych wokalistów.

## Styl muzyczny
Muzyka Moby Grape łączyła inspiracje psychodeliczne z elementami amerykańskiego folku, country oraz jazzu. Choć w czasie swojej działalności na przełomie lat 60. i 70. nie zdobyła takiego rozgłosu, jak The Byrds, Grateful Dead czy Jefferson Airplane, a opinie krytyków na jej temat były zazwyczaj chłodne, z czasem zyskała znaczący wpływ na czołowe zespoły nurtu americana, takie jak Poco czy Eagles. Do rozpadu grupy przyczyniła się nie tylko niska sprzedaż płyt, ale również osobiste problemy dwóch muzyków, Skipa Spence’a oraz Boba Mosleya, którzy cierpieli na zaburzenia schizoidalne zaostrzone wskutek konsumpcji środków psychoaktywnych. Jeff Tamarkin, autor książki Got a Revolution, stwierdził, że Moby Grape należy do najbardziej niedocenionych zespołów rockowych, których poziom artystyczny zapowiadał raczej wielki sukces.

## Znaczenie i wpływ
Choć popularność Moby Grape była stosunkowo niewielka, zespół odegrał znaczącą rolę w rozwoju muzyki rockowej, inspirując takie słynne formacje, jak Led Zeppelin, zespół Bruce’a Springsteena, Eagles czy R.E.M..

## Dyskografia

### Albumy studyjne
- 1967 – Moby Grape
- 1968 – Wow/Grape Jam
- 1969 – Moby Grape '69
- 1969 – Truly Fine Citizen
- 1971 – 20 Granite Creek
- 1984 – Moby Grape '84
- 1989 – Legendary Grape

### Albumy koncertowe
- 1978 – Live Grape
- 2010 – Moby Grape Live